# Australian War Memorial

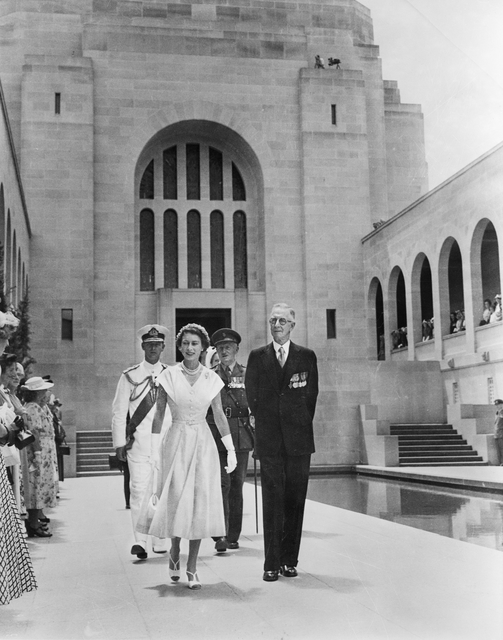
La regina Elisabetta II, guidata nel memoriale da Charles Bean (16 febbraio 1954). Il Duca di Edimburgo lo segue in uniforme navale.

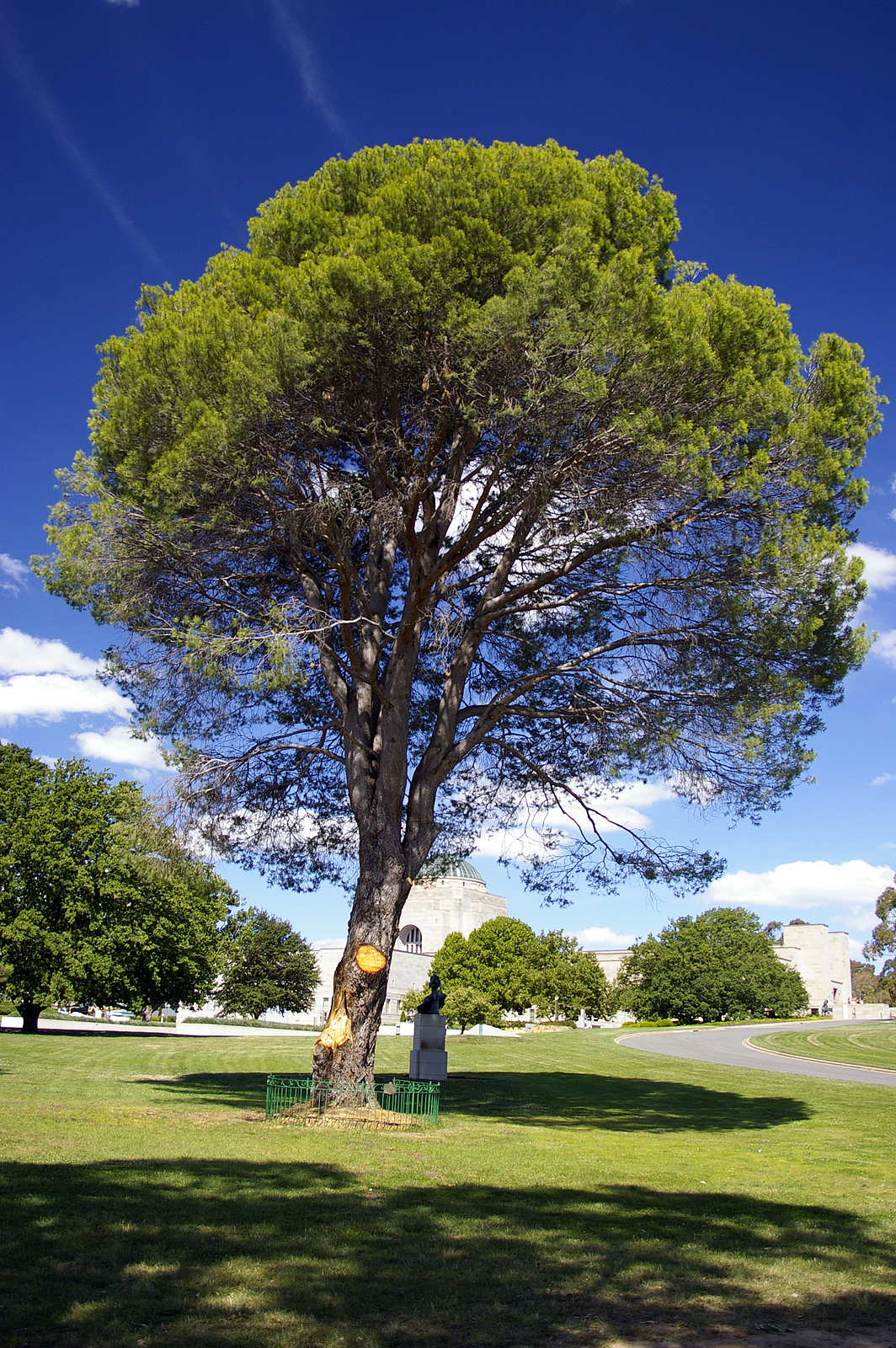
L'albero piantato nel memoriale nel 1934 in memoria della battaglia di Lone Pine della prima guerra mondiale.

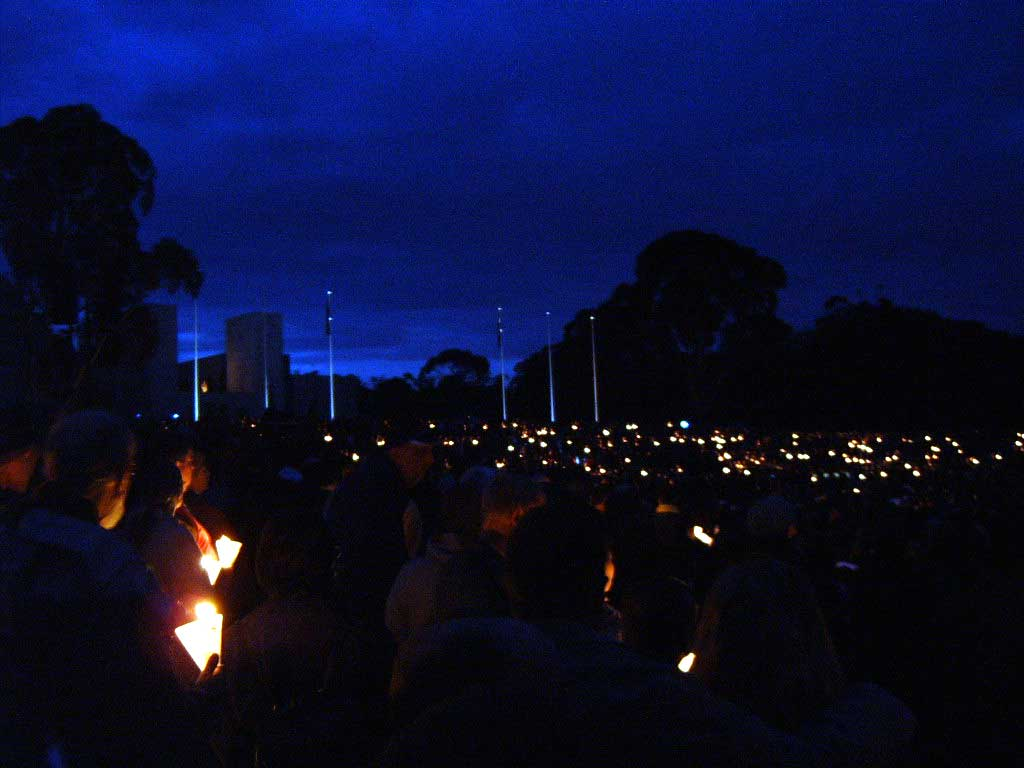
Novantesima ricorrenza dell'Anzac Day 25 aprile 2005)

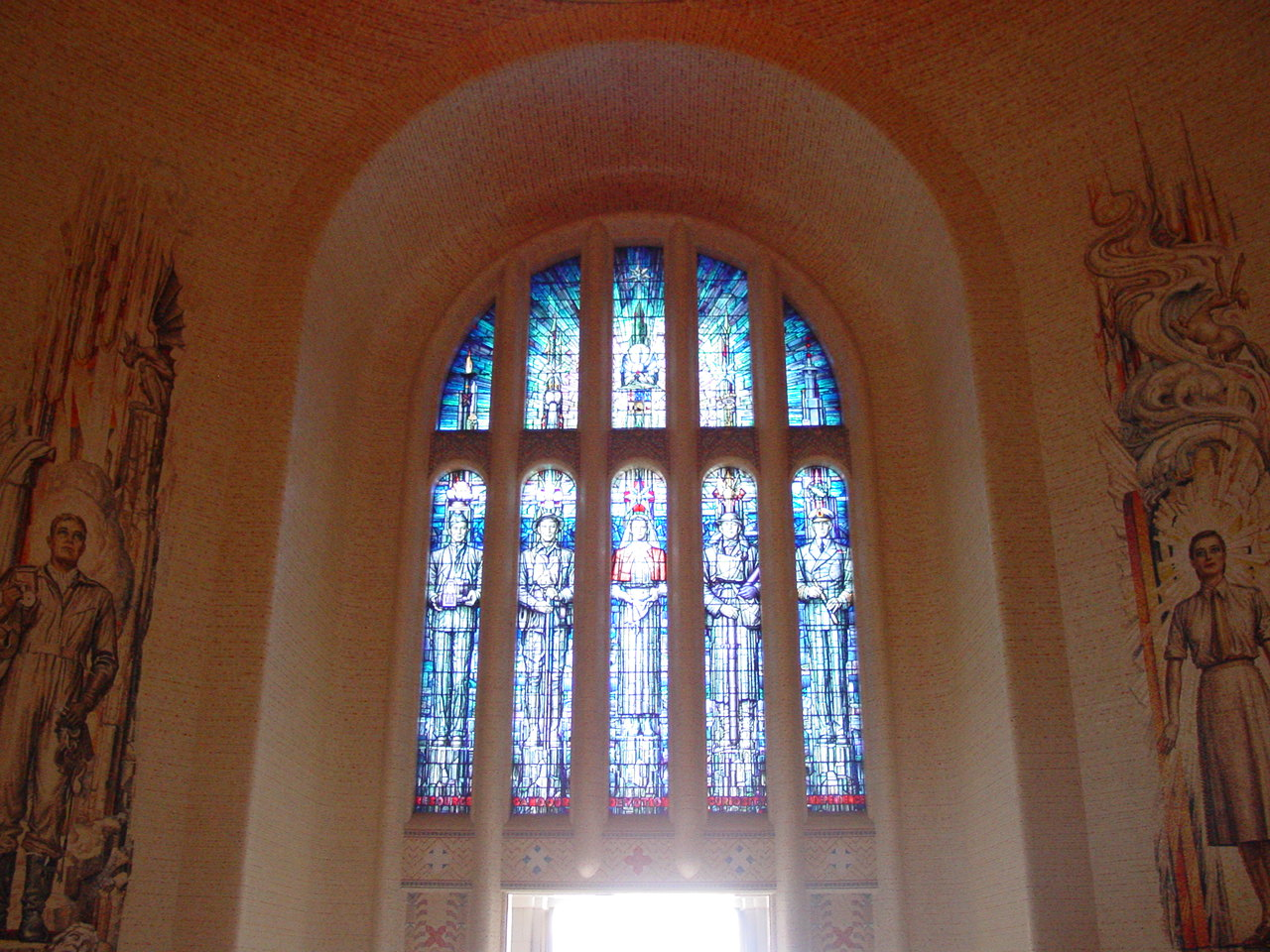
Ingresso della Sala della Memoria.

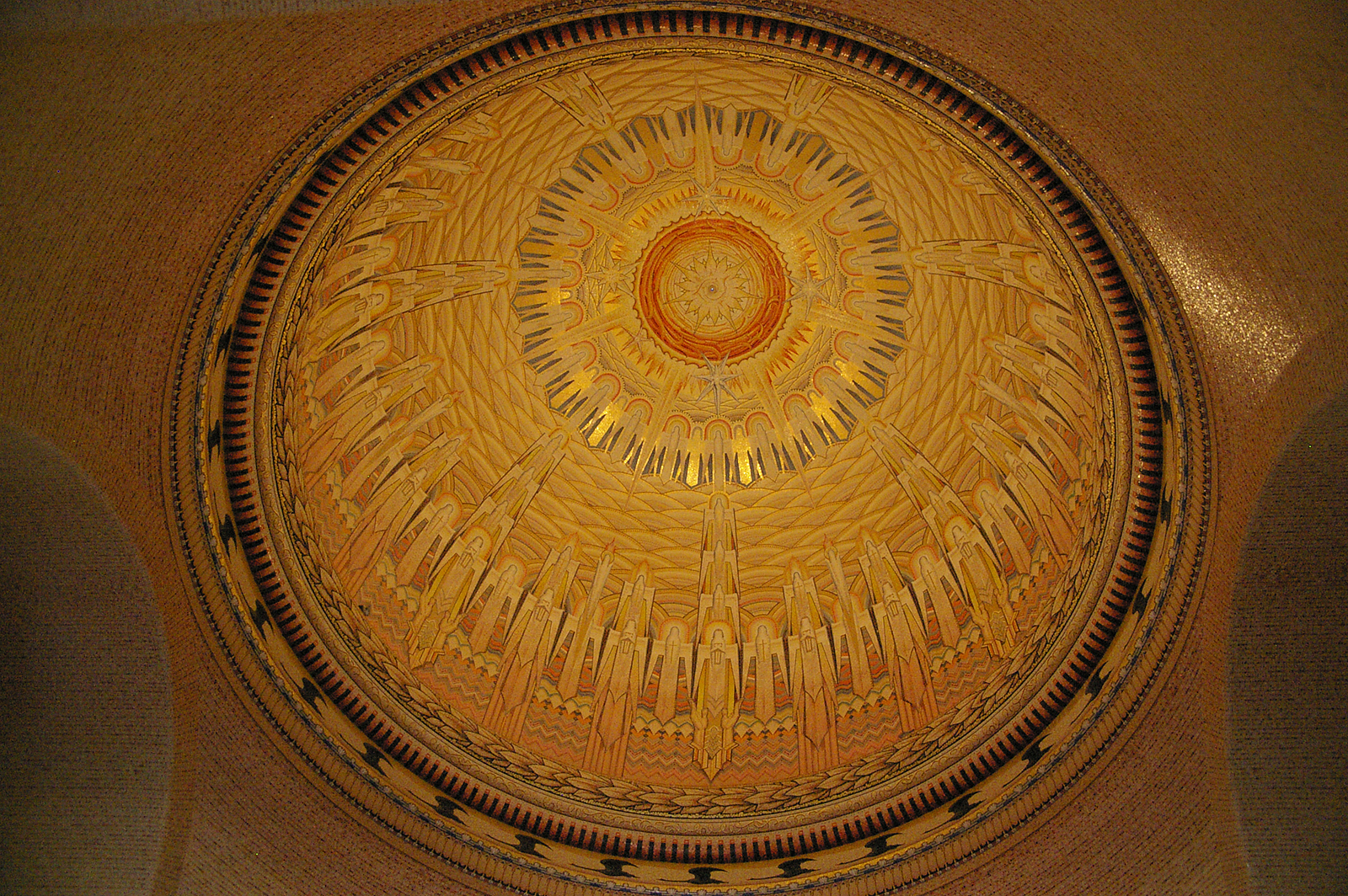
Particolare della cupola dall'interno della Sala della Memoria.

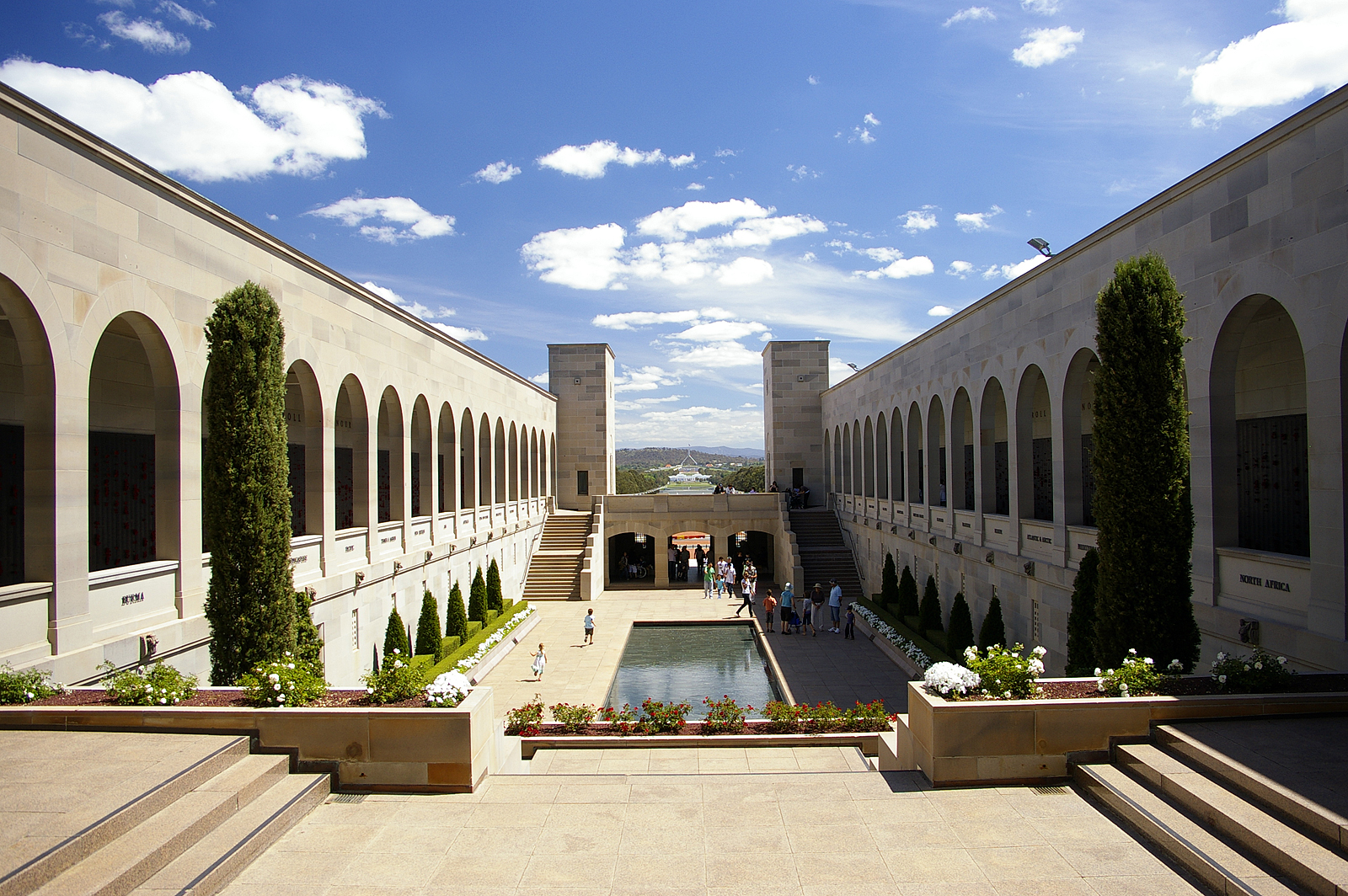
Cortile dell'edificio

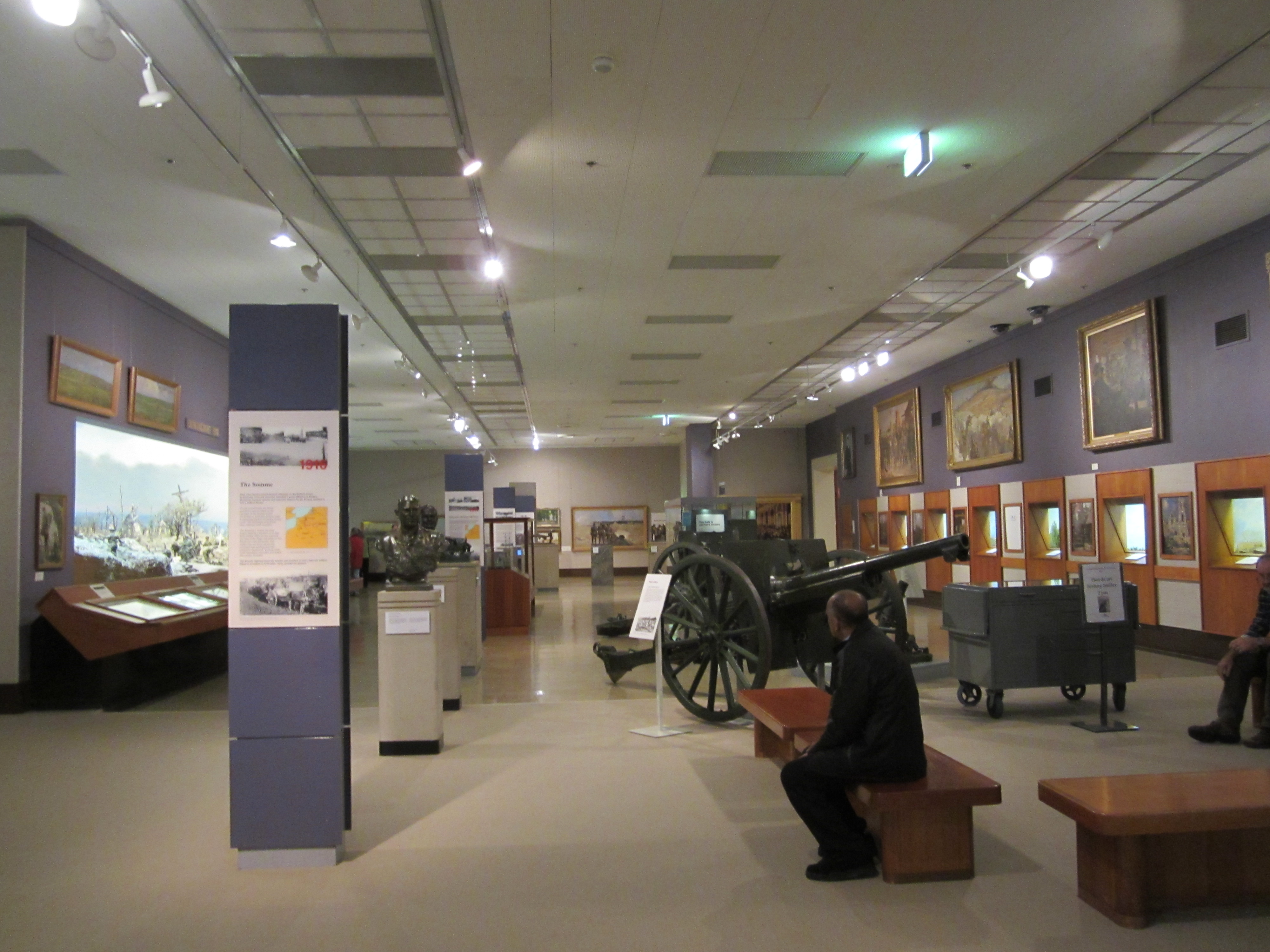
La principale mostra del fronte occidentale nell'agosto 2012

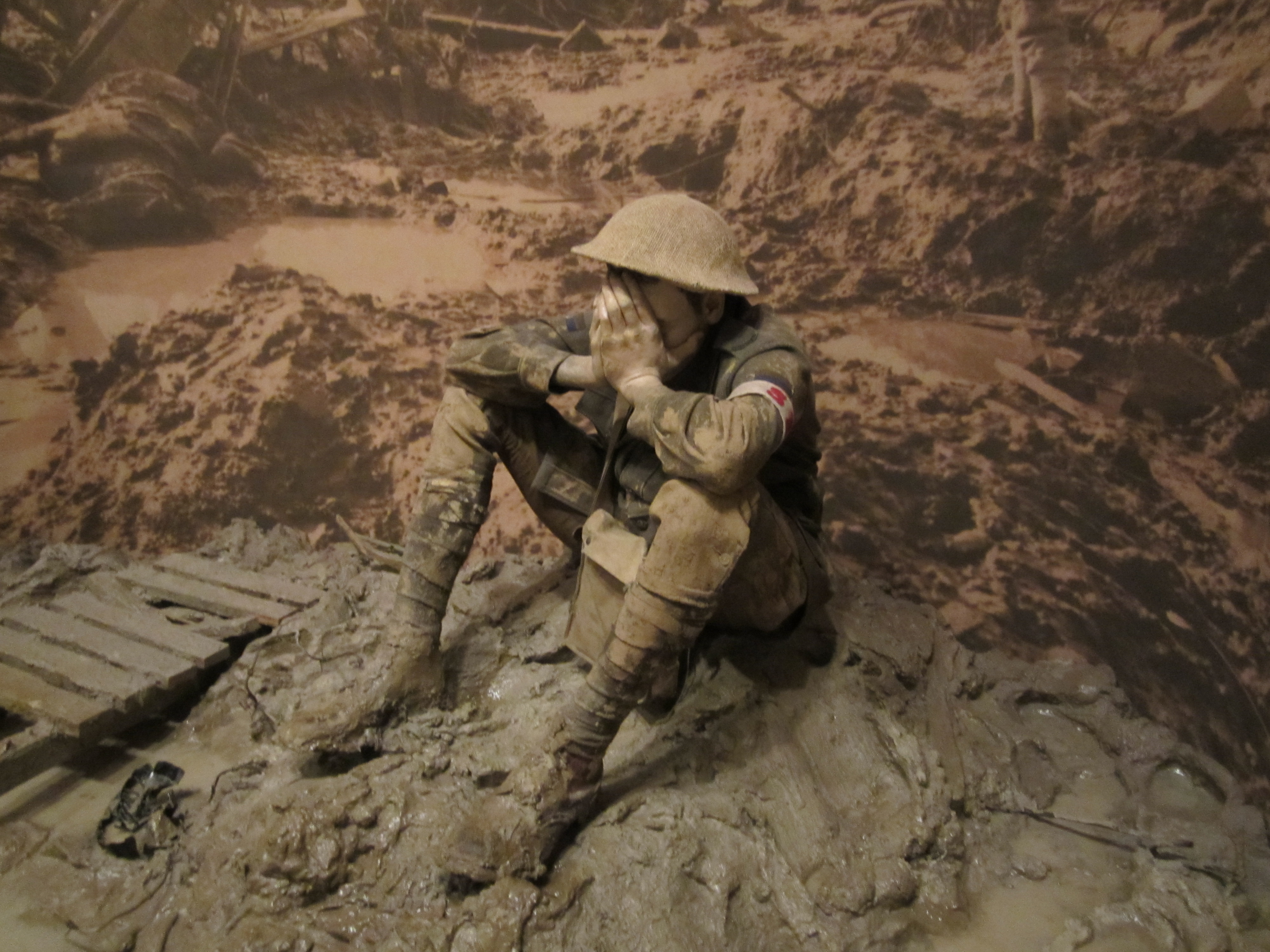
Il diorama Man in the mud. Questo diorama non è stato incluso nell'ala della prima guerra mondiale dopo la ristrutturazione, e attualmente non è in mostra.

L'Australian War Memorial è il memoriale nazionale dell'Australia ai membri delle sue forze armate e delle organizzazioni di sostegno che sono morti o hanno partecipato a guerre che coinvolgono il Commonwealth of Australia e ad alcuni conflitti che coinvolgono soldati provenienti dalle colonie australiane, prima dell'indipendenza. Il memoriale comprende un vasto museo sulla storia militare nazionale. L'Australian War Memorial è stato inaugurato nel 1941.
Il Memorial si trova nella capitale australiana, Canberra, nel sobborgo di Campbell. L'Australian War Memorial costituisce il capolinea nord dell'asse della città, che si estende dal Parlamento a Capital Hill lungo una linea che passa attraverso la cima del Monte Ainslie. Non c'è una strada continua che collega i due punti, ma dal balcone del parlamento è chiaramente visibile il Memoriale, e dagli scalini di quest'ultimo è visibile il parlamento. 
L'Australian War Memorial è composto da tre parti: l'Area Commemorativa (santuario) che include la Sala della Memoria con la Tomba del Milite Ignoto Australiano, le mostre del Memoriale (museo) e il Centro di ricerca (documenti). Il Memorial dispone anche di un giardino di sculture all'aperto. La struttura attualmente è aperta tutti i giorni dalle 10.00 alle 17.00, tranne il giorno di Natale. 
Altri monumenti e memoriali situati nell'adiacente Anzac Parade sono gestiti separatamente dalla National Capital Authority (NCA) e non fanno parte dell'Australian War Memorial.

## Storia
Charles Bean, storico ufficiale australiano della prima guerra mondiale, concepì per la prima volta un museo commemorativo per i soldati australiani mentre osservava le battaglie del 1916 in Francia. La sezione "Australian War Records" è stata istituita nel maggio 1917 per garantire la conservazione dei documenti relativi alla guerra in corso in quel momento. I documenti e i cimeli furono poi esposti prima a Melbourne e successivamente a Canberra.
Un concorso di architettura tenutosi nel 1927 non ha fornito alcun progetto vincente. Due dei partecipanti, gli architetti di Sydney Emil Sodersten e John Crust, sono stati tuttavia incoraggiati a ripresentare un progetto comune. Un budget limitato e gli effetti della depressione hanno limitato le ambizioni del progetto.
Il Memoriale è stato inizialmente progettato come un museo commemorativo dedicato esclusivamente al ricordo del coinvolgimento australiano nella prima guerra mondiale. Tuttavia, nel 1939, quando divenne chiaro che sarebbe scoppiata una seconda guerra di proporzioni simili, il Consiglio di amministrazione del Memorial decise di rendere l'edificio uno spazio per il ricordo di tutti i coinvolgimenti australiano in guerra.
L'edificio fu completato nel 1941, dopo lo scoppio della seconda guerra mondiale. È stato ufficialmente inaugurato dopo una cerimonia del Giorno della Memoria l'11 novembre 1941 dall'allora Governatore Generale Lord Gowrie, un ex soldato i cui onori includono la Victoria Cross. Le aggiunte a partire dagli anni '40 hanno permesso il ricordo della partecipazione dell'Australia a tutti i recenti conflitti. La tomba del milite ignoto australiano è stata aggiunta nel 1993, in occasione del 75º anniversario della fine della prima guerra mondiale.

### Direttori
Le seguenti persone hanno prestato servizio come direttori dell'Australian War Memorial: 
| Ordinale | Nome                                                 | Titolo               | Inizio della carica | Termine della carica | Tempo in carica | Note                                      |
| -------- | ---------------------------------------------------- | -------------------- | ------------------- | -------------------- | --------------- | ----------------------------------------- |
| 1        | Henry Gullett                                        | Direttore            | 1919                | 1920                 | 0–1 anni        |                                           |
| 2        | Maggiore John Treloar OBE                            | Direttore            | 1920                | 1952                 | 31–32 anni      |                                           |
| 3        | Maggiore JJ McGrath OBE                              | Direttore            | 1952                | 1966                 | 13–14 anni      |                                           |
| 4        | WR Lancaster                                         | Direttore            | 1966                | 1974                 | 7–8 anni        | già vicedirettore del monumento ai caduti |
| 5        | Bill Sweeting                                        | Direttore ad interim | 1974                | 1975                 | 0–1 anni        |                                           |
| 6        | Noel Flanagan AO                                     | Direttore            | 1975                | 1982                 | 6–7 anni        |                                           |
| 7        | Il vice maresciallo dell'Air Force James Flemming AO | Direttore            | 1982                | 1987                 | 4–5 anni        |                                           |
| 8        | Keith Pearson AO                                     | Direttore            | 1987                | 1990                 | 2–3 anni        |                                           |
| 9        | Brendon Kelson                                       | Direttore            | 1990                | 1994                 | 3–4 anni        |                                           |
| 10       | Il maggiore generale Steve Gower AO                  | Direttore            | 1996                | 2012                 | 15–16 anni      |                                           |
| 11       | L'On. Dr. Brendan Nelson AO                          | Direttore            | 2012                | 2019                 | 6–7 anni        |                                           |
| 12       | Matt Anderson PSM                                    | Direttore            | 2020                | In arrivo            | anni            |                                           |

## Remembrance Driveway
Il Remembrance Nature Park, situato dietro il War Memorial, è il capolinea di Canberra del Remembrance Driveway, un sistema di parchi arborei, punti di riferimento e fermate lungo la strada tra Sydney e Canberra che commemora i 24 soldati insigni della Victoria Cross della Seconda Guerra Mondiale e della Guerra del Vietnam. All'interno del parco c'è una piccola targa di bronzo montata su un grande masso, che commemora gli indigeni australiani che hanno combattuto per il loro paese.

## Anzac Parade
L'Anzac Parade è un breve e ampio viale chiamato in onore dei soldati dell'Australian and New Zealand Army Corps (ANZAC). Si estende dalla riva nord del lago Burley Griffin fino ai piedi del Memorial vero e proprio, lungo la linea di vista dal Parlamento. Separa i sobborghi residenziali di Campbell e Reid, ed è una strada piuttosto trafficata tra Canberra nord-est (Dickson ecc.) E Kings Avenue Bridge. 

Lungo ogni lato della strada c'è una fila di monumenti che commemorano campagne o servizi militari specifici, come la guerra del Vietnam e le infermiere australiane in tempo di guerra. I monumenti sono per lo più sculture in una varietà di stili che vanno dal naturalistico al moderno. 
 L'inizio del viale, vicino al lago, è accompagnato da sculture monumentali sotto forma di giganteschi manici di cesto, donate al Memorial dalla Nuova Zelanda. I due monumenti sono dedicati all'Australia e alla Nuova Zelanda, rispettivamente, e si ispirano al proverbio Maori "Mau tena Kiwai o te kete, maku Tenei", "Ognuno di noi ad un manico del cesto", a significare la lunga tradizione di cooperazione e di vicinanza generale tra i due paesi del Commonwealth. 
 L'associazione simbolica delle due nazioni viene portata avanti nella vegetazione che decora Anzac Parade. Lunghi letti di arbusti di Hebe della Nuova Zelanda fiancheggiano il centro del viale e dietro le due file di monumenti ci sono strette fasce di alberi di eucalipto australiani. 

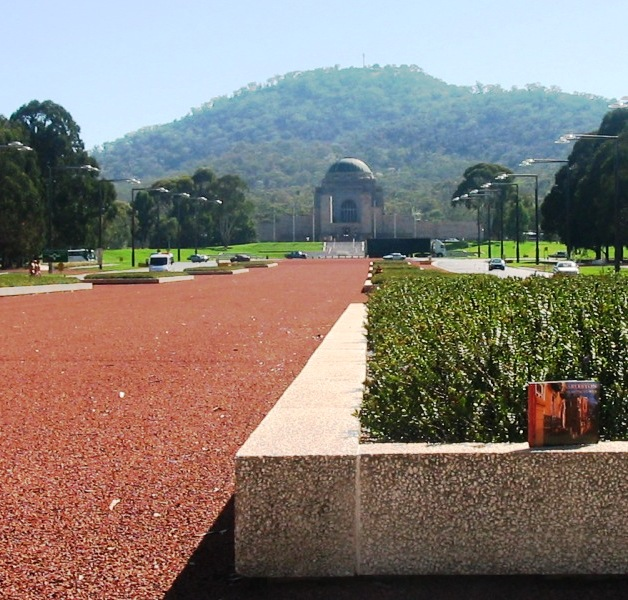
Guardando lungo Anzac Parade al Monumento ai Caduti ai piedi del Monte Ainslie
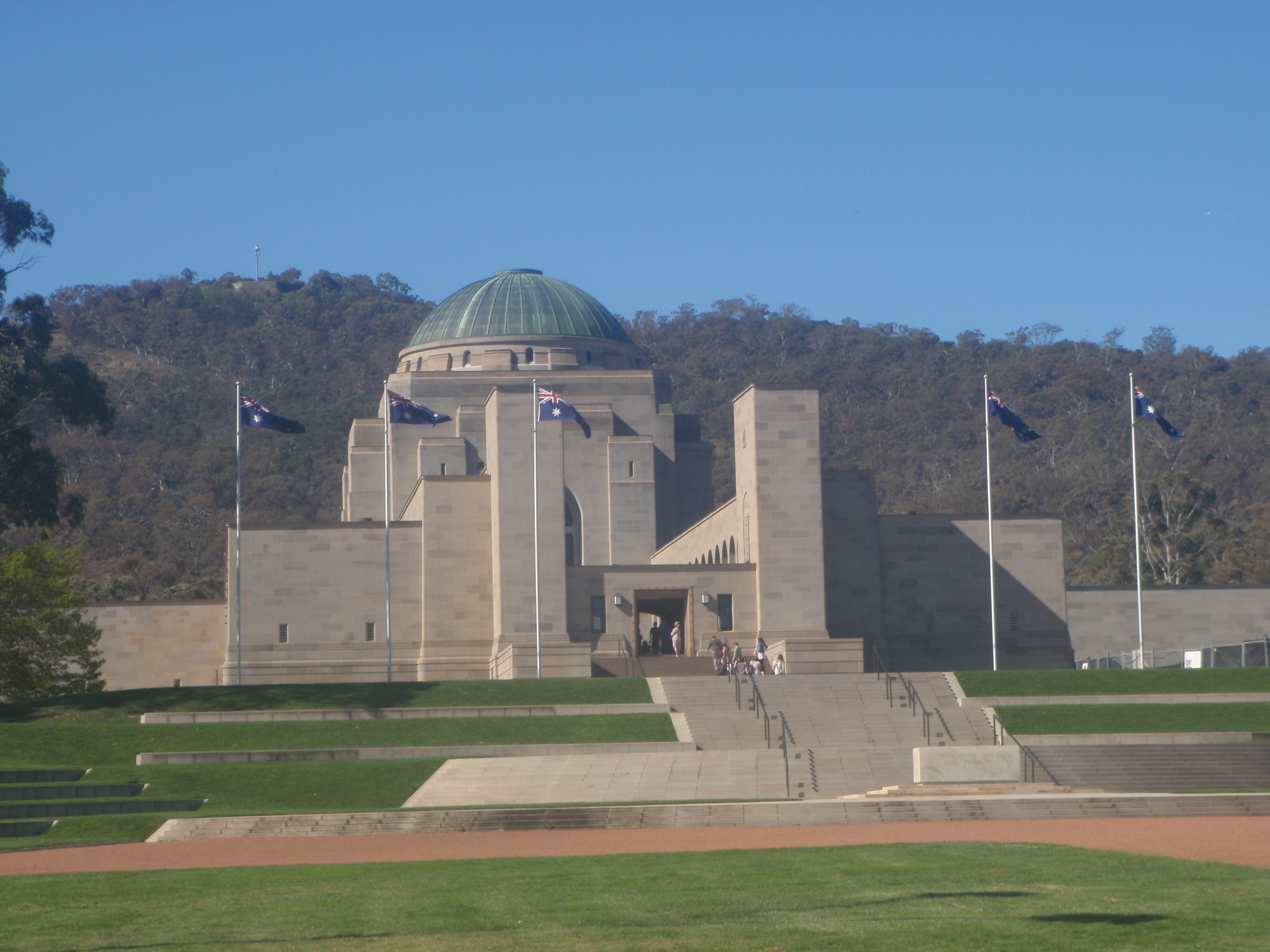
L'ingresso all'Australian War Memorial da Anzac Parade
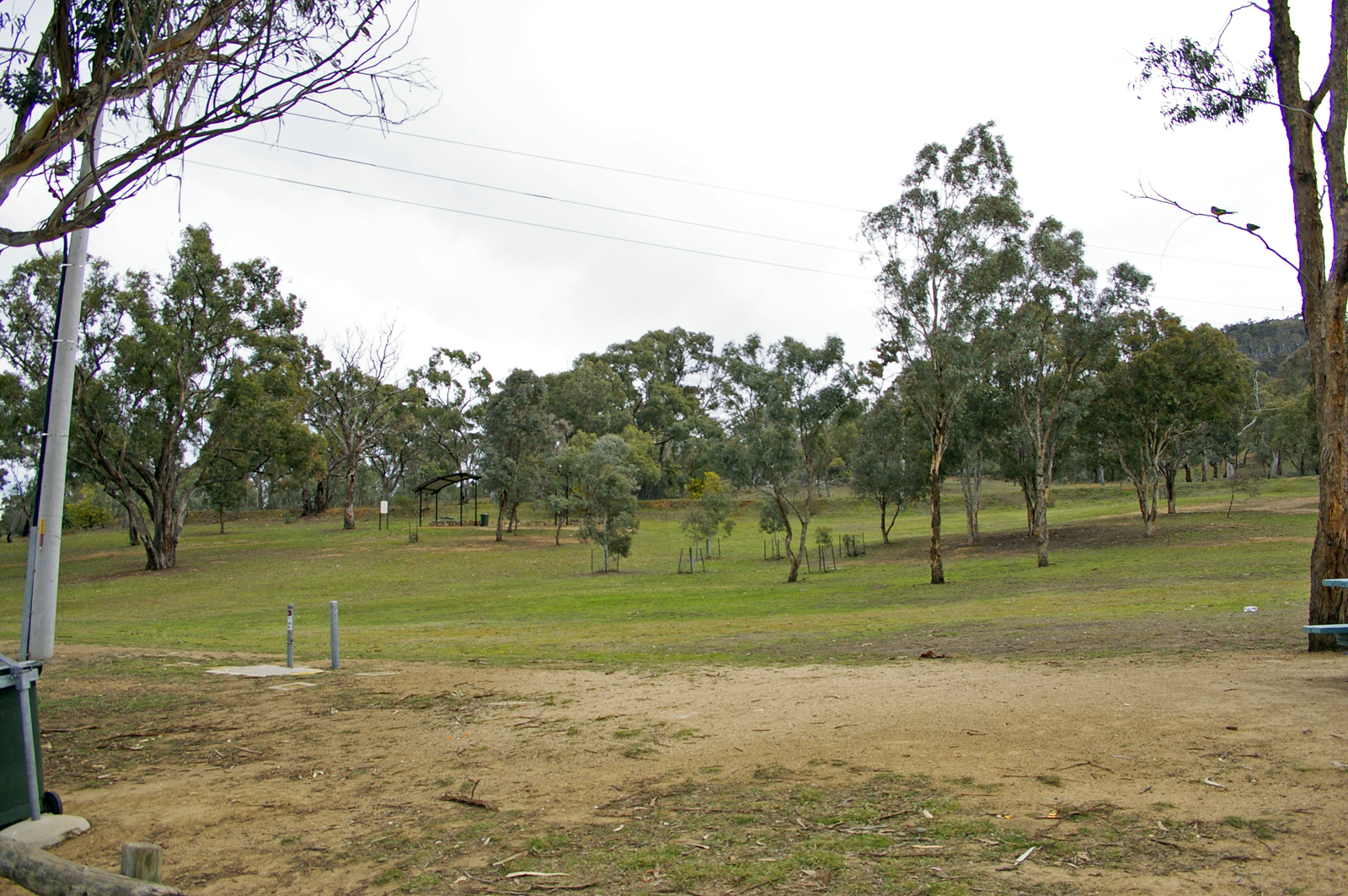
Parco Naturale della Rimembranza
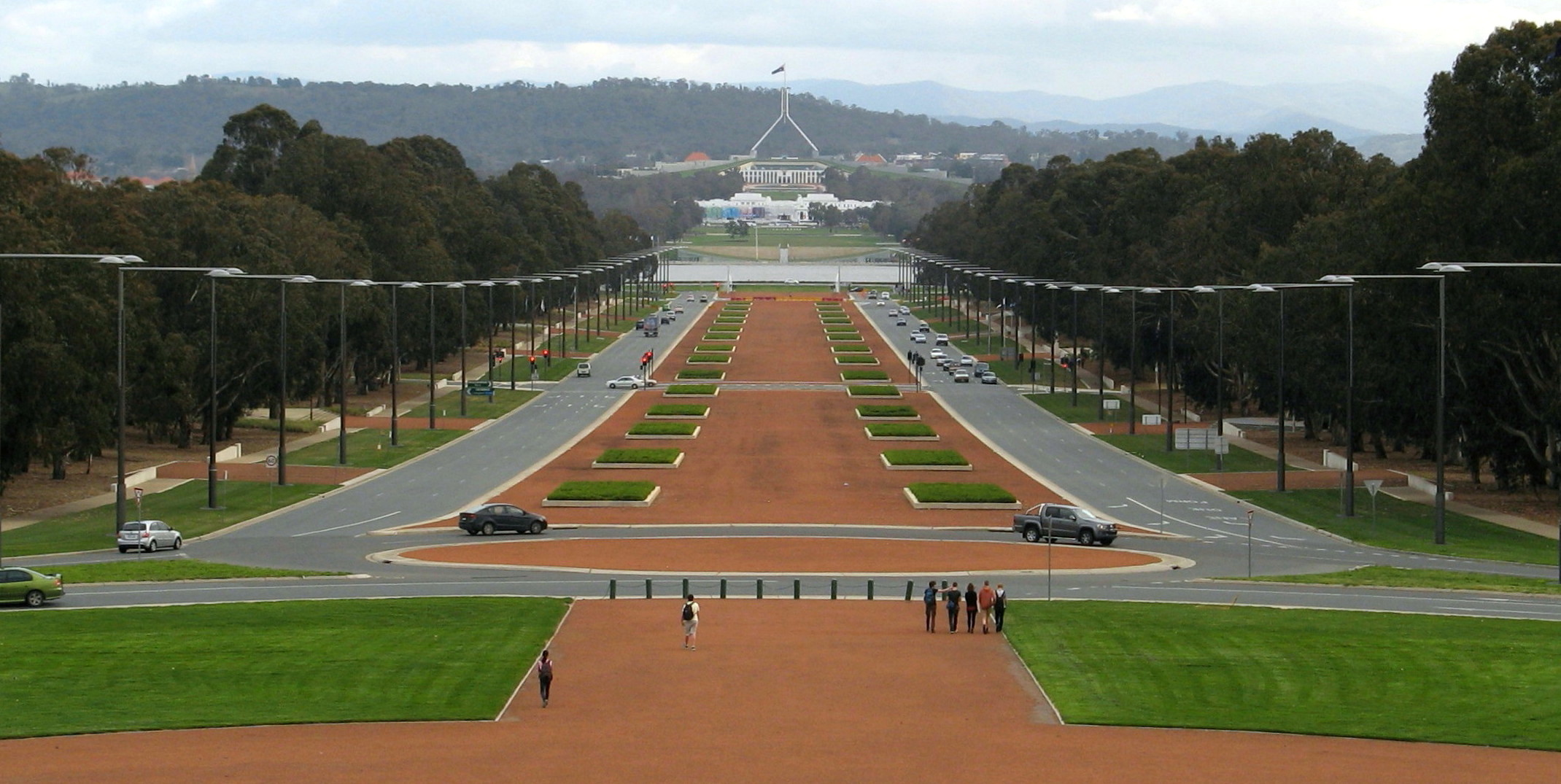
Anzac Parade guardando verso il basso dal Monumento ai Caduti

## Area commemorativa
Il Memorial vero e proprio si trova su un ampio prato a forma di settore circolare all'estremità nord di Anzac Parade. L'area commemorativa è situata nel centro aperto dell'edificio commemorativo, e il giardino delle sculture si trova sul prato a ovest. 
Il cuore dell'area commemorativa è la Sala della Memoria, un'alta cappella a cupola con una piccola pianta a forma di ottagono. Le pareti sono rivestite con minuscole tessere di mosaico dal pavimento alla cupola. All'interno si trova la tomba del milite ignoto australiano.
Tre delle pareti, rivolte a est, ovest e sud, presentano disegni in vetro colorato che rappresentano le qualità dei militari e delle donne australiane. Alle quattro pareti rivolte a nord-est, nord-ovest, sud-est e sud-ovest si trovano rispettivamente immagini a mosaico di un marinaio, una donna di servizio, un soldato e un aviatore. 
Il mosaico e le vetrate sono opera del muralista australiano Napier Waller, che ha perso il braccio destro a Bullecourt durante la prima guerra mondiale e ha imparato a scrivere e creare le sue opere con il braccio sinistro. Ha completato la sua opera nel 1958. 
Di fronte alla Sala della Memoria c'è uno stretto cortile con una piscina commemorativa che circonda una fiamma eterna e fiancheggiata da sentieri e arbusti, comprese piantagioni di rosmarino. Sopra il cortile su entrambi i lati ci sono lunghi chiostri contenenti l'Albo d'Onore, una serie di placche di bronzo che nominano i 102 185 militari e donne australiani uccisi in guerra. Le targhe includono nomi risalenti alla spedizione sudanese britannica, alla seconda guerra boera e alla ribellione dei boxer. 
L'intero lungo muro della galleria ovest è coperto con i nomi dei 66 000 morti durante combattimenti o in conseguenza di ferite, lesioni o malattie derivanti dal servizio nella prima guerra mondiale tra il 4 agosto 1914 e il 31 marzo 1921. Le migliaia di veterani che morirono a causa delle ferite di guerra dopo il 31 marzo 1921 non sono ricordate nell'Albo d'Onore. La galleria est è coperta con i nomi di coloro che morirono durante o dopo la seconda guerra mondiale tra il 3 settembre 1939 e il 30 giugno 1947 e altri conflitti o operazioni militari avvenuti da allora. 
L'Albo mostra solo i nomi, non il grado o altri premi, poiché "tutti gli uomini sono uguali nella morte". I parenti e gli amici in visita inseriscono papaveri negli spazi tra le targhe di bronzo, accanto ai nomi di coloro che desiderano onorare. Questa tradizione ha avuto origine quando il Milite ignoto australiano fu sepolto, poiché i papaveri erano originariamente destinati alla sua tomba. Molti continuano ad essere inseriti accanto ai nomi di coloro che sono morti. Il Memoriale rimuove i papaveri solo quando le targhe devono essere cerate per la loro conservazione, altrimenti il personale del Memoriale non li rimuove.

### Last Post Ceremony
Il Memorial ha iniziato a tenere le "Last Post Ceremonies" il 17 aprile 2013 quando hanno presentato la storia del soldato Robert Poate del 6º battaglione, reggimento reale australiano, che è stato ucciso in Afghanistan nel 2012. 
Quando il Memoriale chiude ogni giorno, c'è la "Last Post Ceremony" in cui i visitatori possono radunarsi all'ingresso dell'Area Commemorativa. Questa cerimonia prevede la lettura della storia di una delle 102 815 persone i cui nomi sono sull'Albo d'Onore. L'incaricato accoglie i visitatori alla Cerimonia che inizia con l'inno nazionale e una breve spiegazione sul memoriale e la cerimonia che sta per svolgersi. Quindi un suonatore di cornamusa e un trombettiere scendono dalla Sala della Memoria. Il suonatore di cornamusa suona dunque "Fiori della foresta mentre i visitatori, i membri della famiglia dell'individuo che viene onorato quel giorno depongono ghirlande floreali alla base della Piscina accanto a un ritratto (se disponibile) di chiunque sia il soggetto della storia di quel giorno. Se non ci sono foto registrate, al suo posto viene visualizzata l'immagine di una bandiera australiana piegata a tre. Dopodiché, un membro dell'Australian Defence Force (ADF) legge la storia, spiegando dove è cresciuta la persona onorata, cosa ha fatto prima di arruolarsi nell'ADF, a quali azioni (se ce ne sono) hanno partecipato durante il rispettivo conflitto, e invariabilmente le circostanze della loro morte e sepoltura. Successivamente il membro dell'ADF salirà al balcone sopra la Fiamma Eterna e reciterà l'Ode". I musicisti suoneranno quindi "Last Post". Al termine di questo il membro dell'ADF, il suonatore di cornamusa e il trombettiere torneranno nella Hall of Memory e le porte verranno chiuse. Il "conduttore" dà quindi un discorso di chiusura e il memoriale si chiude ufficialmente. 
Il 14 gennaio 2016, il Memoriale ha tenuto la sua millesima Last Post Ceremony in cui ha presentato la storia del sergente di volo Lindsay Arthur Bayley, che è stato ucciso in servizio attivo con lo squadrone n. 9 della Royal Air Force, durante la seconda guerra mondiale. 
Nell'Anzac Day e nel Giorno della Memoria, al posto di un individuo specifico viene letto l'Elogio al Milite Ignoto (il discorso dell'allora Primo Ministro Paul Keating quando fu sepolto il Milite Ignoto australiano). A causa del fatto che il Memoriale è chiuso il giorno di Natale, questi tre giorni sono gli unici in cui non si svolge la Last Post Ceremony. 
Salvo ulteriori aggiunte all'Albo d'Onore, fino al 2295 non saranno stati letti tutti i nomi dell'Albo d'Onore avranno letto le loro storie. 

### Il piazzale antistante e la Stone of Remembrance
Il piazzale è la parte dell'area commemorativa è il luogo principale di Canberra dove si tengono le funzioni dell'Anzac Day e del Remembrance Day. Questi servizi sono normalmente frequentati da rappresentanti del parlamento federale e funzionari delle ambasciate straniere e delle alte commissioni del Commonwealth, in particolare della Nuova Zelanda. La Stone of Remembrance è il punto focale di queste attività, e i gradini dal Memoriale verso Anzac Parade conducono alla Pietra. I lati erbosi del piazzale formano un anfiteatro naturale che può ospitare da 35 000 a 40 000 persone durante un tipico servizio all'alba dell'Anzac Day.

## Edificio commemorativo

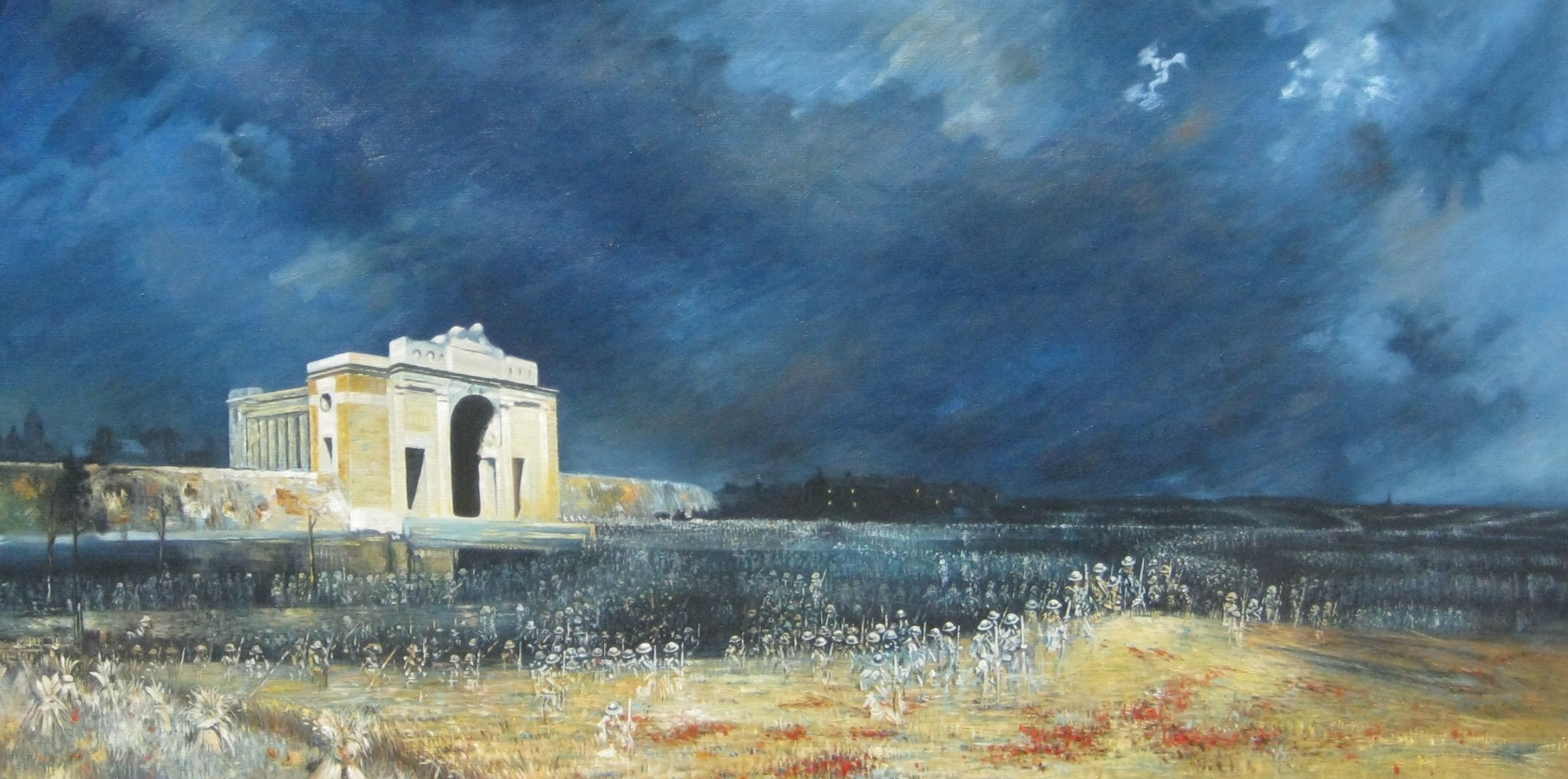
La collezione d'arte del Memorial include Menin Gate at Midnight (1927) dell'artista australiano Will Longstaff

Il Memoriale è un edificio a due piani con pianta a forma di croce bizantina. L'edificio è di stile architettonico bizantino con forti elementi stilistici di Art Deco ovunque. Nel 2001, un nuovo, ampio annesso chiamato ANZAC Hall è stato aggiunto a nord dell'edificio originale. Al fine di preservare la vista dell'edificio originale dall'Anzac Parade, Anzac Hall è stata progettata per essere incassata nel terreno e nascosta dietro un muro. 
Il piano superiore è dedicato principalmente alla prima guerra mondiale (l'intera ala ovest) e alla seconda guerra mondiale (l'intera ala est). La galleria della prima guerra mondiale è disposta in ordine cronologico dall'inizio del coinvolgimento dell'Australia nella guerra. Le prime due sezioni dell'ala sono dedicate alla campagna di Gallipoli. L'area della prima guerra mondiale è stata ristrutturata nel 2014 in occasione del centenario della prima guerra mondiale ed è stata riaperta nel novembre 2014. Tra queste due ali si trova l'Aircraft Hall, che contiene un buon numero di aerei intatti, compresi aerei usati nel teatro del Pacifico della seconda guerra mondiale, incluso un A6M Zero giapponese restaurato, che è stato usato in combattimento sulla Nuova Guinea. 
Nel "cuore" dell'edificio risiede la Hall of Valor, un'esposizione di 76 delle 100 Victoria Cross assegnate ai soldati australiani ; la più grande collezione pubblica di Victoria Cross al mondo. La sezione è costruita per assomigliare a una Victoria Cross con il lato sinistro dedicato ai destinatari del VC della prima guerra mondiale e il destro alla seconda guerra mondiale, Vietnam e Afghanistan. La Collezione ha in mostra la prima e l'ultima VC imperiale (Major General Sr Neville Reginald Howse e Warrant Officer Class 2 Keith Payne) e tutte e quattro le VC consegnate con l'Australian Award System. I detentori di tutte le VC mostrate sono esposti individualmente, con una fotografia, una citazione estratta dal discorso tenuto in occasione dell'assegnazione del premio e di solito medaglie aggiuntive assegnate a quel destinatario. I parenti dei detentori di VC australiani spesso donano o prestano le Croci al Memoriale per un ricordo pubblico del loro parente decorato. Architettonicamente il centro della Hall of Valour è posizionato direttamente sotto la Tomba del Milite Ignoto Australiano. 
Il 24 luglio 2006, il miliardario australiano Kerry Stokes ha acquistato la sessantesima Victoria Cross all'asta per un prezzo da record mondiale di 1 000 000 di dollari australiani e ha chiesto che fosse esposta nella Victoria Cross Gallery. Questa medaglia è stata assegnata al Capitano Alfred Shout per il combattimento corpo a corpo nelle trincee di Lone Pine a Gallipoli, in Turchia. La Victoria Cross Gallery ha ora tutti e nove i VC assegnati agli australiani a Gallipoli: Alexander Burton, William Dunstan, John Hamilton, Albert Jacka, Leonard Keysor, Alfred Shout, William Symons, Hugo Throssell e Frederick Tubb.
Il piano inferiore contiene i decorati d'Afghanistan: l'Australia's Story Gallery che attualmente è l'unica galleria audiovisiva nel Memorial, un'area di ricerca, una galleria per i conflitti coloniali e pre-indipendenza tra cui la guerra in Sudan, la ribellione dei Boxer e la guerra boera, e i conflitti dal 1945 ad oggi, la Cold War Gallery (che comprende mostre anche sulla guerra di Corea), i conflitti in Malesia e Indonesia e la guerra del Vietnam. Questa sezione comprende anche la Peacekeeping Gallery e mostre dedicate a entrambe le Guerre del Golfo. Dispone inoltre di un'area per mostre temporanee speciali. 
L'ANZAC Hall è annessa al livello superiore del Memoriale, utilizzato per l'esposizione di grandi attrezzature militari. Oggetti mostrati degni di nota sul lato ovest includono il bombardiere Lancaster noto come G per George, I relitti dell'M-14 e dell'M-21 ricostruiti per formare un sottomarino nano giapponese di classe Ko-hyoteki poiché entrambi furono affondati durante il raid al porto di Sidney nel 1942, rari aerei tedeschi come il Me 262 e il Me 163, e i cannoni principali delle navi HMAS Sydney e SMS Emden. Il lato est comprende una mostra di aerei della prima guerra mondiale, in particolare una mostra di Royal Aircraft Factory SE5a, Pfalz D .XII e Albatros D.Va, tra gli altri questi aerei sono accompagnati da un film diretto da Peter Jackson intitolato "Over the Front" che mostra la formazione dell'Australian Flying Corps. Ciascuna delle grandi mostre permanenti è accompagnata da un'esperienza audiovisiva: 
- Strike by Night: Accompanying G for George (riprodotto ogni ora)
- Sydney Under Attack: Accompanying the reconstructed Japanese Midget Submarine (riprodotto anche ogni mezz'ora)
- Our First Naval Victory: Accompanying the Guns from HMAS Sydney and SMS Emden (riprodotto quando non è in riproduzione Sydney Under Attack)
- Over The Front: A Separate Video played alongside the WW1 Aircraft Collection (riprodotto ogni ora e un quarto)

L'edificio è grande e le collezioni sono ampie; una giornata intera è appena sufficiente per una visita superficiale, la stima è che un minimo di tre giorni è necessario per vedere ogni singolo oggetto in esposizione. Sul posto sono presenti un negozio di souvenir e due caffetterie, una con vista sulla ANZAC Hall, chiamata "The Landing Place", e l'altra sul lato est dell'edificio principale, chiamata "Poppy's Cafe".

## Sculpture Garden

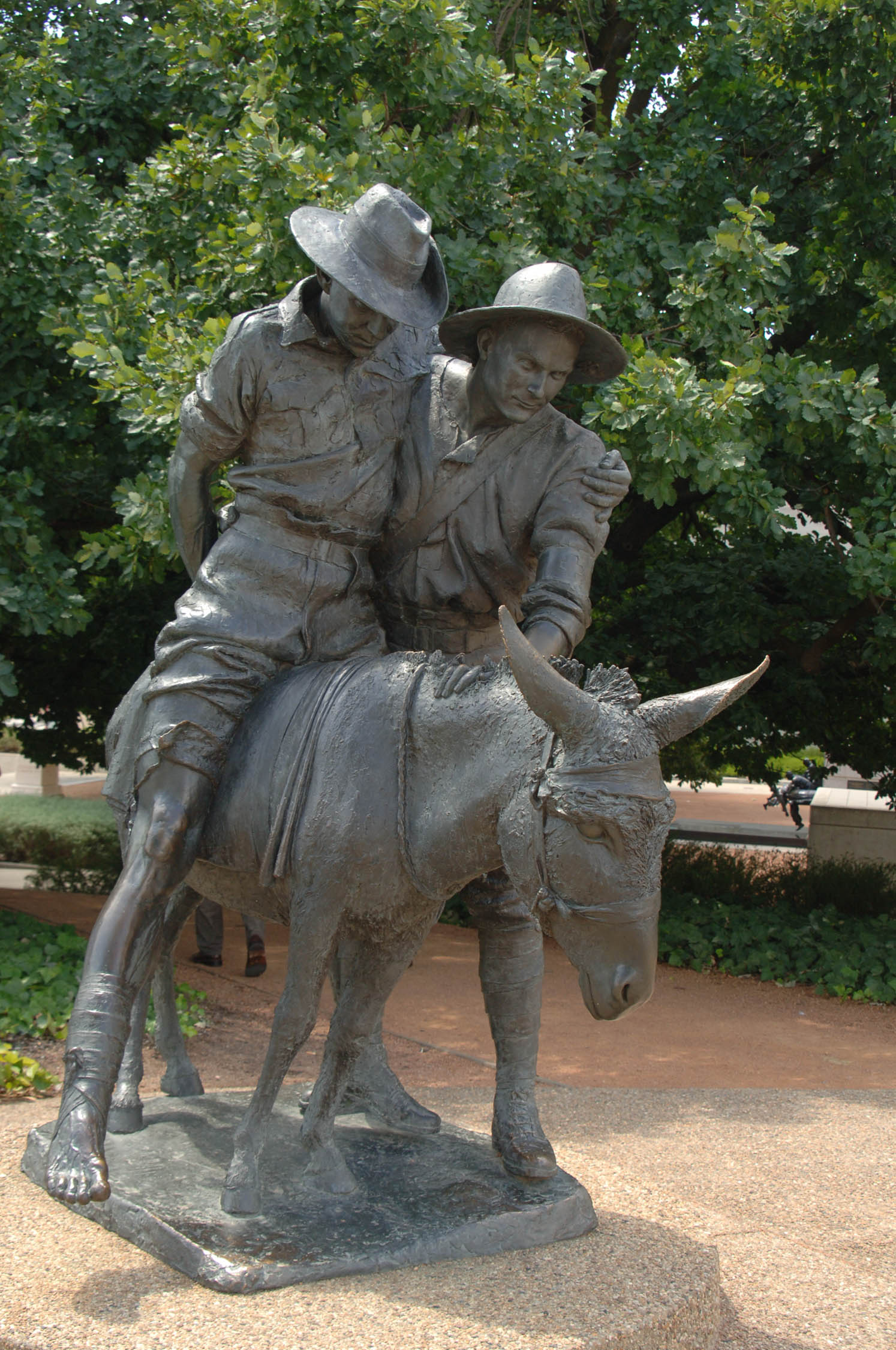
Monumento a

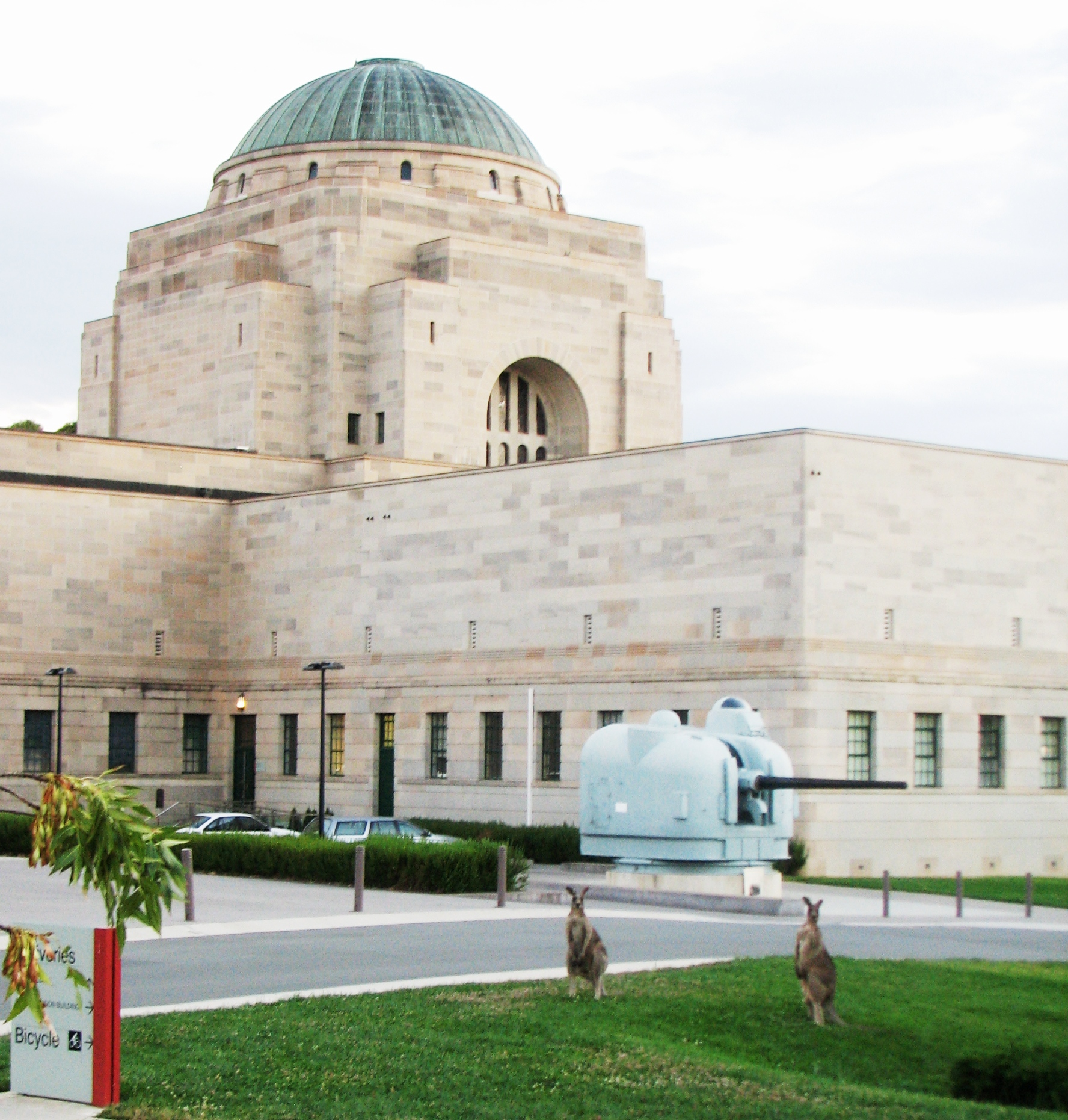
Canguri in piedi davanti a una torretta mitragliatrice navale. La struttura a cupola sullo sfondo è la Sala della Memoria.

Il giardino delle sculture sul prato ovest del Memoriale contiene una varietà di monumenti all'aperto. Il sentiero che attraversa il giardino è cosparso con targhe di bronzo che commemorano vari rami del servizio, unità specifiche ed eventi storici. C'è anche una serie di sculture, tra cui una gigantesca figura di un soldato australiano della Seconda Guerra Mondiale che era originariamente situata nella Sala della Memoria, prima che vi fosse collocata la Tomba del Milite Ignoto. C'è una torretta e un ponte dell'HMAS Brisbane, una canna dell'incrociatore pesante HMAS Australia e la canna dell'Amiens Gun, un enorme cannone ferroviario catturato dai tedeschi durante la prima guerra mondiale.
Sul retro del Memoriale, fuori dalla ANZAC Hall, ci sono un Centurion Tank e un Thales Bushmaster. 
Quest'area viene utilizzata per mostre speciali durante gli annuali Memorial Open Days e nel prato vicino si tengono concerti estivi di band. 

## Magazzino
Solo il 5% della collezione del Memorial è in esposizione permanente, il resto viene conservato presso il Treloar Resource Center nel sobborgo industriale di Mitchell. La struttura comprende anche laboratori che vengono utilizzati per attività di restauro. Il Treloar Resource Center viene occasionalmente aperto al pubblico per gli open day "Big Things in Store".

## Pubblicazioni
Il Memorial ha svolto un ruolo chiave nella sponsorizzazione delle storie ufficiali che sono state prodotte per la prima guerra mondiale, la seconda guerra mondiale, la Corea e il Vietnam. Inoltre, il memoriale attualmente produce una rivista trimestrale chiamata Wartime . Con immagini della collezione del memoriale e articoli scritti da storici affermati: secondo l'AWM, la rivista è "... dedicata all'esperienza australiana della guerra, alla storia militare e agli effetti della guerra sulla società". Il primo numero della rivista è stato pubblicato nel novembre 1997.
Il memoriale ha anche pubblicato in precedenza una rivista intitolata The Journal of the Australian War Memorial. Nell'ottobre 2003, dopo aver pubblicato 39 numeri, la rivista è stata interrotta, anche se un quarantesimo numero è stato pubblicato nel gennaio 2007.

### Ulteriori Letture
- (FR) Fathi, Romain, Représentations muséales du corps combattant de 14–18: L'Australian War Memorial de Canberra au prisme de l'Historial de la Grande Guerre de Péronne, Paris, Éditions L'Harmattan, 2013, ISBN 978-2-336-00579-9. (210 pages)
- Teniswood-Harvery, Arabella, Reconsidering the Anzac Legend: Music, National Identity and the Australian Experience of World War I, as Portrayed in the Australian War Memorial's Art and Photographic Collection, in Music in Art: International Journal for Music Iconography, vol. 41, 1–2, 2016,  pp. 129-140.